# Araneus cristobal
Araneus cristobal är en spindelart som beskrevs av Levi 1991. Araneus cristobal ingår i släktet Araneus och familjen hjulspindlar. Inga underarter finns listade i Catalogue of Life.